# Jānis Svens Grīva
Jānis Svens Grīva (ur. 23 kwietnia 1993) – łotewski lekkoatleta specjalizujący się w rzucie oszczepem.
Siódmy zawodnik mistrzostw Europy młodzieżowców w 2015 roku. Bez powodzenia startował w mistrzostwach Europy w Amsterdamie (2016) oraz podczas uniwersjady w Tajpej (2017).
Medalista mistrzostw Łotwy.
Rekord życiowe: 81,85 (14 sierpnia 2020, Ogre).

## Osiągnięcia
| Rok  | Impreza                                               | Miejsce   | Lokata            | Wynik        |
| ---- | ----------------------------------------------------- | --------- | ----------------- | ------------ |
| 2010 | Kwalifikacje Europy do igrzysk olimpijskich młodzieży | Moskwa    |                   | 65,34(700 g) |
| 2015 | Młodzieżowe mistrzostwa Europy                        | Tallinn   | 7. miejsce        | 76,34        |
| 2016 | Mistrzostwa Europy                                    | Amsterdam | el. – 28. miejsce | 73,38        |
| 2017 | Uniwersjada                                           | Tajpej    | el. – 16. miejsce | 70,75        |